# Elosaari (ö i Norra Savolax, Norra Savolax, lat 63,49, long 26,29)
Elosaari är en ö i Finland. Den ligger i sjön Koivujärvi och i kommunen Kiuruvesi i den ekonomiska regionen  Övre Savolax   och landskapet Norra Savolax, i den centrala delen av landet, 400 km norr om huvudstaden Helsingfors. Öns area är 17,3 hektar och dess största längd är 0,8 kilometer i nord-sydlig riktning.